# Middlestone Moor
Middlestone Moor – wieś w Anglii, w hrabstwie Durham. Leży 11 km na południe od miasta Durham i 367 km na północ od Londynu.